# UCI World Tour féminin 2017
Cet article concerne la compétition féminine. Pour la compétition masculine, voir UCI World Tour 2017.
Navigation
Édition précédente Édition suivante
L'UCI World Tour féminin 2017 est la 2e édition de l'UCI World Tour féminin. En comparaison de l'édition précédente, la compétition intègre quatre nouvelles épreuves : l'Amstel Gold Race, Liège-Bastogne-Liège, le Tour de Norvège et le Boels Rental Ladies Tour. Prévue le 4 juin, la Philadelphia Cycling Classic est finalement annulée. La course by Le Tour de France change également de format avec une arrivée au col de l'Izoard en lieu et place de la course en circuit sur l'Avenue des Champs-Élysées.

## Barème
Le barème des points du classement World Tour pour le classement général est le même pour toutes les épreuves. Pour les courses à étapes, des points supplémentaires sont également accordés pour les victoires d'étapes et le port du maillot de leader du classement général:
| Position,                 | 1er | 2e  | 3e | 4e | 5e | 6e | 7e | 8e | 9e | 10e | 11e | 12e | 13e | 14e | 15e | 16e | 17e | 18e | 19e | 20e |
| Classement général        | 120 | 100 | 85 | 70 | 60 | 50 | 40 | 35 | 30 | 25  | 20  | 18  | 16  | 14  | 12  | 10  | 8   | 6   | 4   | 2   |
| Étapes et demi-étapes     | 25  | 20  | 18 | 16 | 14 | 12 | 10 | 8  | 6  | 4   |     |     |     |     |     |     |     |     |     |     |
| Port du maillot de leader | 6   |     |    |    |    |    |    |    |    |     |     |     |     |     |     |     |     |     |     |     |

## Courses
| Date                | #  | Course                                   | Pays            | Vainqueur            | Deuxième               | Troisième                                    | Leader du général    |
| ------------------- | -- | ---------------------------------------- | --------------- | -------------------- | ---------------------- | -------------------------------------------- | -------------------- |
| 4 mars              | 1  | Strade Bianche                           | Italie          | Elisa Longo Borghini | Katarzyna Niewiadoma   | Elizabeth Deignan                            | Elisa Longo Borghini |
| 11 mars             | 2  | Tour de Drenthe                          | Pays-Bas        | Amalie Dideriksen    | Elena Cecchini         | Lucinda Brand                                | Elisa Longo Borghini |
| 19 mars             | 3  | Trofeo Alfredo Binda-Comune di Cittiglio | Italie          | Coryn Rivera         | Arlenis Sierra         | Cecilie Uttrup Ludwig                        | Elisa Longo Borghini |
| 26 mars             | 4  | Gand-Wevelgem                            | Belgique        | Lotta Lepistö        | Jolien D'Hoore         | Coryn Rivera                                 | Elisa Longo Borghini |
| 2 avril             | 5  | Tour des Flandres                        | Belgique        | Coryn Rivera         | Gracie Elvin           | Chantal Blaak                                | Coryn Rivera         |
| 16 avril            | 6  | Amstel Gold Race                         | Pays-Bas        | Anna van der Breggen | Elizabeth Deignan      | Katarzyna Niewiadoma et Annemiek van Vleuten | Coryn Rivera         |
| 19 avril            | 7  | Flèche wallonne                          | Belgique        | Anna van der Breggen | Elizabeth Deignan      | Katarzyna Niewiadoma                         | Coryn Rivera         |
| 23 avril            | 8  | Liège-Bastogne-Liège                     | Belgique        | Anna van der Breggen | Elizabeth Deignan      | Katarzyna Niewiadoma                         | Annemiek van Vleuten |
| 5-7 mai             | 9  | Tour de l'île de Chongming               | Chine           | Jolien D'Hoore       | Kirsten Wild           | Chloe Hosking                                | Annemiek van Vleuten |
| 11-14 mai           | 10 | Tour de Californie                       | États-Unis      | Anna van der Breggen | Katie Hall             | Arlenis Sierra                               | Anna van der Breggen |
| 7-11 juin           | 11 | The Women's Tour                         | Grande-Bretagne | Katarzyna Niewiadoma | Christine Majerus      | Hannah Barnes                                | Katarzyna Niewiadoma |
| 30 juin-9 juillet   | 12 | Tour d'Italie                            | Italie          | Anna van der Breggen | Elisa Longo Borghini   | Annemiek van Vleuten                         | Anna van der Breggen |
| 20 juillet          | 13 | La course by Le Tour de France           | France          | Annemiek Van Vleuten | Elizabeth Deignan      | Elisa Longo Borghini                         | Anna van der Breggen |
| 29 juillet          | 14 | RideLondon-Classique                     | Grande-Bretagne | Coryn Rivera         | Lotta Lepistö          | Lisa Brennauer                               | Anna van der Breggen |
| 11 août             | 15 | Open de Suède Vårgårda TTT               | Suède           | Boels Dolmans        | Cervélo-Bigla          | Canyon-SRAM                                  | Anna van der Breggen |
| 13 août             | 16 | Open de Suède Vårgårda                   | Suède           | Lotta Lepistö        | Marianne Vos           | Leah Kirchmann                               | Anna van der Breggen |
| 17-20 août          | 17 | Tour de Norvège                          | Norvège         | Marianne Vos         | Megan Guarnier         | Ellen van Dijk                               | Anna van der Breggen |
| 26 août             | 18 | Grand Prix de Plouay                     | France          | Elizabeth Deignan    | Pauline Ferrand-Prevot | Sarah Roy                                    | Anna van der Breggen |
| 29 août-3 septembre | 19 | Boels Rental Ladies Tour                 | Pays-Bas        | Annemiek van Vleuten | Anna van der Breggen   | Ellen van Dijk                               | Anna van der Breggen |
| 10 septembre        | 20 | La Madrid Challenge by La Vuelta         | Espagne         | Jolien D'Hoore       | Coryn Rivera           | Roxane Fournier                              | Anna van der Breggen |

## Classements finals

### Classement individuel
| Rang                                | Coureuse             | Pays           | Équipe                             | Points |
| ----------------------------------- | -------------------- | -------------- | ---------------------------------- | ------ |
| 1                                   | Anna van der Breggen | Pays-Bas       | Boels Dolmans                      | 1016   |
| 2                                   | Annemiek van Vleuten | Pays-Bas       | Orica-Scott                        | 989    |
| 3                                   | Katarzyna Niewiadoma | Pologne        | WM3                                | 856    |
| 4                                   | Coryn Rivera         | États-Unis     | Sunweb                             | 803    |
| 5                                   | Elisa Longo Borghini | Italie         | Wiggle High5                       | 630    |
| 6                                   | Jolien D'Hoore       | Belgique       | Wiggle High5                       | 626    |
| 7                                   | Elizabeth Deignan    | Royaume-Uni    | Boels Dolmans                      | 623    |
| 8                                   | Ellen van Dijk       | Pays-Bas       | Sunweb                             | 614    |
| 9                                   | Lotta Lepistö        | Finlande       | Cervélo Bigla                      | 518    |
| 10                                  | Chloe Hosking        | Australie      | Alé Cipollini                      | 457    |
| 11                                  | Marianne Vos         | Pays-Bas       | WM3                                | 452    |
| 12                                  | Megan Guarnier       | États-Unis     | Boels Dolmans                      | 429    |
| 13                                  | Elena Cecchini       | Italie         | Canyon-SRAM Racing                 | 427    |
| 14                                  | Chantal Blaak        | Pays-Bas       | Boels Dolmans                      | 373    |
| 15                                  | Kirsten Wild         | Pays-Bas       | Cylance                            | 347    |
| 16                                  | Arlenis Sierra       | Cuba           | Astana Women's                     | 334    |
| 17                                  | Lisa Brennauer       | Allemagne      | Canyon-SRAM Racing                 | 321    |
| 18                                  | Christine Majerus    | Luxembourg     | Boels Dolmans                      | 320    |
| 19                                  | Shara Gillow         | Australie      | FDJ-Nouvelle Aquitaine-Futuroscope | 320    |
| 20                                  | Ashleigh Moolman     | Afrique du Sud | Cervélo Bigla                      | 303    |
| 202 coureuses ont marqué des points |                      |                |                                    |        |
| [ 4 ]                               |                      |                |                                    |        |

### Classement des jeunes
| Rang                               | Coureuse              | Pays        | Équipe               | Points |
| ---------------------------------- | --------------------- | ----------- | -------------------- | ------ |
| 1                                  | Cecilie Uttrup Ludwig | Danemark    | Cervélo Bigla        | 52     |
| 2                                  | Alice Barnes          | Royaume-Uni | Drops                | 16     |
| 3                                  | Amalie Dideriksen     | Danemark    | Boels Dolmans        | 16     |
| 4                                  | Susanne Andersen      | Norvège     | Hitec Products       | 12     |
| 5                                  | Lisa Klein            | Allemagne   | Cervélo Bigla        | 12     |
| 6                                  | Lotte Kopecky         | Belgique    | Lotto Soudal Ladies  | 12     |
| 7                                  | Anna Christian        | Royaume-Uni | Drops                | 10     |
| 9                                  | Demi de Jong          | Pays-Bas    | Parkhotel Valkenburg | 8      |
| 10                                 | Sofia Beggin          | Italie      | Astana Women's       | 8      |
| 28 coureuses ont marqué des points |                       |             |                      |        |
| [ 5 ]                              |                       |             |                      |        |

### Classement par équipes
Le classement par équipes est calculé en additionnant les points des quatre meilleures coureuses de chaque équipe sur chaque course, ainsi que les points marqués lors du contre-la-montre par équipes de l'Open de Suède Vårgårda.
| Rang                             | Équipe                             | STR | RON | TRO | GEN | FLA | AGR | LFW | LBL | CHO | TOC | OWT | GIR | LAC | RID | TTT | VAR | NOR | PLO | HOL | MAD | Points |
| -------------------------------- | ---------------------------------- | --- | --- | --- | --- | --- | --- | --- | --- | --- | --- | --- | --- | --- | --- | --- | --- | --- | --- | --- | --- | ------ |
| 1                                | Boels Dolmans                      | 97  | 184 | 70  | 35  | 115 | 280 | 220 | 238 |     | 219 | 221 | 478 | 174 | 42  | 140 | 86  | 225 | 124 | 325 |     | 3273   |
| 2                                | Sunweb                             | 72  | 103 | 124 | 85  | 126 | 75  | 50  | 98  |     | 117 | 214 | 177 | 26  | 138 | 80  | 155 | 220 |     | 163 | 130 | 2153   |
| 3                                | Wiggle High5                       | 140 | 120 | 30  | 100 | 25  | 78  | 34  | 54  | 221 | 43  | 116 | 299 | 85  | 75  | 64  | 35  | 77  | 12  | 46  | 170 | 1824   |
| 4                                | Orica-Scott                        | 135 | 60  | 70  | 34  | 170 | 85  | 100 | 60  | 104 |     | 35  | 297 | 170 | 28  |     | 8   | 140 | 91  | 234 |     | 1821   |
| 5                                | Canyon-SRAM                        | 25  | 116 | 62  | 102 | 70  | 35  |     |     |     | 83  | 191 | 103 | 10  | 123 | 100 | 36  | 63  | 160 | 226 |     | 1505   |
| 6                                | WM3 Pro Cycling                    | 108 | 40  | 35  | 12  | 35  | 85  | 85  | 93  | 4   |     | 219 | 126 | 30  | 76  | 56  | 116 | 218 |     | 76  |     | 1414   |
| 7                                | Cervélo-Bigla Pro Cycling          | 36  | 18  | 110 | 120 | 32  | 34  | 76  | 75  |     |     | 107 | 87  | 26  | 100 | 120 | 120 | 147 | 20  |     |     | 1228   |
| 8                                | Alé-Cipollini                      | 16  | 25  |     | 72  | 30  | 14  | 35  | 20  | 177 |     | 61  | 123 | 16  | 20  | 28  | 90  | 87  | 14  | 126 | 40  | 994    |
| 9                                | Cylance Pro Cycling                | 10  | 2   | 12  | 25  | 2   |     | 2   |     | 165 | 130 | 38  | 43  | 2   | 60  | 32  | 25  | 10  | 80  | 65  | 60  | 763    |
| 10                               | FDJ Nouvelle-Aquitaine Futuroscope | 50  | 4   | 8   |     |     | 18  | 60  | 40  |     |     | 28  | 66  | 80  | 35  | 52  |     | 12  | 24  | 90  | 95  | 662    |
| 11                               | BTC City Ljubljana                 | 14  |     | 56  |     |     |     | 22  |     | 106 |     |     | 32  | 31  | 16  | 44  | 6   |     | 97  |     | 88  | 512    |
| 12                               | Astana Women's                     | 18  |     | 100 | 6   |     |     |     |     | 28  | 149 |     | 97  |     |     |     |     |     |     |     |     | 398    |
| 13                               | Lensworld-Kuota                    |     |     | 10  | 68  | 20  | 16  | 16  | 4   |     |     | 10  | 60  |     |     | 16  | 30  |     |     | 50  |     | 300    |
| 14                               | Virtu                              |     |     |     |     |     |     |     |     | 74  |     | 20  |     |     | 12  | 60  |     | 24  |     | 88  |     | 278    |
| 15                               | UnitedHealthcare                   |     |     |     |     |     |     |     |     |     | 259 |     |     |     |     |     |     |     |     |     |     | 259    |
| 16                               | Tibco-Silicon Valley Bank          | 4   |     |     |     |     |     |     |     | 22  | 114 |     |     | 40  |     |     |     |     | 75  |     |     | 255    |
| 17                               | Drops                              |     | 35  |     | 40  |     |     |     | 6   |     | 34  | 88  |     |     |     | 20  |     |     | 18  |     | 4   | 245    |
| 18                               | Team Hitec Products                |     | 6   | 14  |     |     |     |     | 2   | 72  |     | 16  | 26  |     |     | 48  | 18  | 6   |     |     | 35  | 243    |
| 19                               | Bepink-Cogeas                      |     |     |     | 16  |     |     |     | 35  | 74  |     | 4   | 32  |     |     | 36  |     | 14  | 10  |     | 2   | 223    |
| 20                               | Lotto-Soudal Ladies                |     |     |     | 10  | 60  |     |     |     |     |     |     |     |     |     | 24  |     |     |     |     | 20  | 114    |
| 36 équipes ont marqué des points |                                    |     |     |     |     |     |     |     |     |     |     |     |     |     |     |     |     |     |     |     |     |        |
| [ 6 ]                            |                                    |     |     |     |     |     |     |     |     |     |     |     |     |     |     |     |     |     |     |     |     |        |